# 劉易斯堡 (伊利諾伊州)
劉易斯堡（英語：Lewisburg）是位於美國伊利諾伊州默納德縣的一個非建制地區。該地的面積和人口皆未知。

## 地理
劉易斯堡的座標為39°58′12″N 89°49′57″W / 39.97000°N 89.83250°W，而該地的平均海拔高度為158米（即518英尺）。